# 翁華
翁華，浙江慈溪人，明朝政治人物、进士出身。
洪武二十一年（1388年），登进士，二甲第四名。